# Paramathes pulchrisigna
Paramathes pulchrisigna là một loài bướm đêm trong họ Noctuidae.